# Condestável Atlético Clube
Maillots
Le Condestável Atlético Clube est un club de football portugais basé à Calvaria de Cima.

## Histoire
Fondé en 1964, officiellement sous le nom de Condestável Atlético Clube, a connu pour la première fois de son histoire la deuxième division portugaise de là plus de trente saisons en arrière, pendant la saison 1941-42 sous un autre nom que celui indiqué en 1964. Depuis le club joue principalement dans le district sans s'imposer réellement au niveau national.
Cependant le club remporte entre-temps pendant la saison 1975-76 la Coupe de l'AF Leiria, puis deux saisons suivantes le Condestável accède pour la première fois de son histoire en troisième division nationale, mais ne parvient à se maintenir en finissant seizième au classement. Depuis le club est particulièrement enfoui, dans les profondeurs du district sans réellement s'imposer. Le club abandonne ses activités sportives pendant l'année 1998, avant de renaître à nouveau dès l'issue de la saison 2011-12 vers le paintball et le football en salle.

## Bilan sportif
| Saison  | Champ                             | Cl  | Pts | J  | G | N | P  | Bp | Bc | Dif | CdP               | CdL               | CE             | M. buteur | B | Entraîneur | Aff |
| ------- | --------------------------------- | --- | --- | -- | - | - | -- | -- | -- | --- | ----------------- | ----------------- | -------------- | --------- | - | ---------- | --- |
| 1941-42 | II Divisão - Série 8 - subsérie 1 | 3e  | 13  | 12 | 6 | 1 | 5  | 35 | 17 | 18  | –                 | –                 | –              |           |   |            |     |
| 1977-78 | III Divisão - Série D             | 16e | 16  | 30 | 5 | 6 | 19 | 30 | 57 | -27 | 1er tour          | –                 | –              |           |   |            |     |
| Saison  | Champ                             | Cl  | Pts | J  | G | N | P  | Bp | Bc | Dif | Coupe du Portugal | Coupe de la Ligue | Coupe d'Europe | M. buteur | B | Entraîneur | Aff |

Champ = championnat ; Cl = classement ; Pts = points ; J = joués ; G = gagnés ; N = nuls ; P = perdus ; Bp = buts pour ; Bc = buts contre ; Dif = différence de buts

C1 = Ligue des champions (depuis 1992, Coupe des clubs champions de 1955 à 1992) ; C2 = Coupe des coupes (de 1961 à 1999) ; C3 = Ligue Europa (depuis 2009, Coupe UEFA de 1971 à 2009, Coupe des villes de foires de 1955 à 1971) ; C4 = Coupe Intertoto (de 1995 à 2008)

M. buteur = meilleur buteur en championnat ; B = buts marqués par le meilleur buteur en championnat ; Aff = affluence moyenne en championnat.
champion, vainqueur ou meilleur buteurvice-champion ou finalistepromubarrage de promotionreléguébarrage de relégation

## Joueurs emblématiques
| - Alexandre - Carlos - Duarte - Jesus - José Manuel | - Pompa - Ramalho - Ruivo - Santos - Tonito |

## Palmarès
| Compétitions nationales | Compétitions régionales                          |
| --- | ------------------------------------------------ |
| - Championnat du Portugal D2 (0) - Meilleure performance : 3e (1941-42 (série 8 - subsérie 1)) - Coupe du Portugal (0) - Meilleure performance : 1/256 final (1977-78) | - Coupe de l'AF Leiria (1) - Vainqueur : 1976-77 |